# Moratuwa
Moratuwa là một thành phố trên bờ biển phía tây nam của Sri Lanka, gần Dehiwela-Mount Lavinia. Nó nằm trên tuyến đường cao tốc Galle-Colombo, 18 km về phía nam của thủ đô Colombo. Moratuwa trên ba mặt được bao quanh bởi nước, ngoại trừ ở phía bắc của thành phố, Ấn Độ Dương về phía tây và hồ Bolgoda về phía đông. Theo điều tra dân số năm 2001, thành phố có dân số 177.190 người.
Moratuwa cũng là nơi sinh của Veera Puran, một anh hùng chống lại ách áp bức của người Anh ở Kandy.